# Guy Green (Regisseur)
Guy Green (* 15. November 1913 in Frome, Somerset, Großbritannien; † 15. September 2005 in Beverly Hills, USA) war ein britischer Kameramann, Regisseur, Drehbuchautor und Oscar-Preisträger.

## Leben
Green startete seine Karriere in Großbritannien und war Mitbegründer der British Society of Cinematographers, deren Präsident er in den Jahren 1952 bis 1954 war.
Guy Green hat in 16 großen internationalen Filmen die Kamera geführt. Für seine Kameraarbeit in David Leans Verfilmung von Charles Dickens’ Große Erwartungen (Geheimnisvolle Erbschaft) wurde er 1946 mit dem Oscar ausgezeichnet. Nach 24 Filmen als Kameramann wechselte er in den 1950er Jahren auf den Regiestuhl.
In 17 Filmen, wie dem Kriegsfilm Die schwarzen Teufel von El Alamein (Sea of Sand, 1958) und dem Arbeiterfilm Zorniges Schweigen (The Angry Silence, 1960), der bei den Berliner Filmfestspielen den internationalen Kritikerpreis erhielt, führte er die Regie. Ebenso im Liebesfilm Frau des Anderen (A Walk In The Spring Rain, 1969) und dem in Europa und den USA viel gepriesenen Film Gebrandmarkt (The Mark, 1961) mit Rod Steiger. In mehreren Filmen arbeitete er mit Richard Attenborough zusammen.
Seit den 1960er Jahren engagierte sich Guy Green nur noch in Hollywood und machte vor allem Filme für das Fernsehen. Für den Film Träumende Lippen (A Patch of Blue) mit Sidney Poitier erhielt er 1965 für das Drehbuch und Regie eine Golden-Globe-Nominierung. Shelley Winters erhielt für ihre Rolle in diesem Film einen Oscar als beste weibliche Nebendarstellerin.
2004 wurde er zum Officer of the Order of the British Empire ernannt. Guy Green starb in seinem Haus in Beverly Hills an Herz- und Nierenversagen.

## Filmografie

### Kamera
- 1942: Für was wir dienen (In Which We Serve)
- 1944: The Way Ahead
- 1946: Ein Herz geht verloren (Carnival) – Regie: Stanley Haynes
- 1946: Geheimnisvolle Erbschaft (Great Expectations)
- 1947: Das rettende Lied (Take my life) – Regie: Ronald Neame
- 1948: Oliver Twist
- 1948: Unruhiges Blut (Blanche Fury) – Regie: Marc Allégret
- 1949: Adam & Evelyne – Regie: Harold French
- 1949: Die große Leidenschaft (The Passionate Friends)
- 1950: Madeleine – Regie: David Lean
- 1951: Des Königs Admiral (Captain Horatio Hornblower)
- 1951: Nacht ohne Sterne (Night without Stars) – Regie: Anthony Pelissier
- 1952: Robin Hood und seine tollkühnen Gesellen (The Story of Robin Hood and His Merrie Men)
- 1953: Boccaccios große Liebe (Decameron Nights) – Regie: Hugo Fregonese
- 1953: Die Bettleroper (The Beggar’s Opera)
- 1953: Rob Roy – Der königliche Rebell (Rob Roy, the Highland Rogue) – Regie: Harold French
- 1954: Glück auf Raten (For Better, for Worse) – Regie: J. Lee Thompson
- 1955: Der schwarze Prinz (The Dark Avenger)
- 1955: I Am a Camera

### Regie
- 1954: Die Jagd begann im Hafen (River Beat)
- 1955: Portrait of Alison
- 1956: Täter unbekannt (Lost)
- 1956: In den Krallen der Gangster (House of Secrets)
- 1958: Der Schnorchel (The Snorkel)
- 1958: Die schwarzen Teufel von El Alamein (Sea of Sand)
- 1959: Dicke Luft und heiße Liebe (S. O. S. Pacific)
- 1960: Zorniges Schweigen (The Angry Silence)
- 1961: Gebrandmarkt (The Mark)
- 1962: Licht auf der Piazza (Light in the Piazza)
- 1962: Der König von Hawaii (Diamond Head)
- 1965: Träumende Lippen (A Patch of Blue, auch Drehbuch)
- 1967: Pretty Polly
- 1968: Teuflische Spiele (The Magus)
- 1970: Die Frau des anderen (A Walk in the Spring Rain)
- 1974: Luther
- 1975: Einmal ist nicht genug (Once Is Not Enough)
- 1977: Des Teufels Advokat (The Devil’s Advocate)
- 1979: The Incredible Journey of Doctor Meg Laurel (Fernsehfilm)
- 1979: Jennifer: A Woman’s Story (Fernsehfilm)
- 1980: Jimmy B. & André (Fernsehfilm)
- 1981: Gefangene Liebe (Inmates: A Love Story, Fernsehfilm)
- 1981: Isabel’s Choice (Fernsehfilm)
- 1986: Strong Medicine – Tödliche Dosis (Strong Medicine, Fernsehfilm)